# Mouje Anjanvel
Mouje Anjanvel es una ciudad censal situada en el distrito de Ratnagiri en el estado de Maharashtra (India). Su población es de 1621 habitantes (2011). Se encuentra a 71 km de Ratnagiri y a 146 km de Pune.

## Demografía
Según el censo de 2011 la población de Mouje Anjanvel era de 1621 habitantes, de los cuales 823 eran hombres y 798 eran mujeres. Nachane tiene una tasa media de alfabetización del 87,72%, superior a la media estatal del 82,34%: la alfabetización masculina es del 94,52%, y la alfabetización femenina del 80,72%.